# Bộ Giao thông Hoa Kỳ
Bộ Giao Thông Vận Tải Hoa Kỳ (United States Department of Transportation, viết tắt là USDOT hay DOT) là một bộ cấp nội các của Chính phủ Liên bang Hoa Kỳ đặc trách về giao thông. Bộ được thành lập theo một đạo luật của Quốc hội Hoa Kỳ vào ngày 15 tháng 10 năm 1966 và bắt đầu hoạt động vào ngày 1 tháng 4 năm 1967. Bộ này được Bộ trưởng Giao Thông Vận Tải Hoa Kỳ lãnh đạo.
Sứ mệnh của bộ là "Phục vụ Hoa Kỳ bằng việc bảo đảm một hệ thống giao thông tiện lợi, dễ sử dụng, hữu hiệu, an toàn và nhanh chóng để đáp ứng những lợi ích quan trọng có tính cách quốc gia của chúng ta và nâng cao chất lượng cuộc sống của nhân dân Mỹ, ngày nay và bước vào tương lai."

## Lịch sử
Trước khi Bộ Giao Thông Vận Tải được thành lập, Thứ trưởng Thương mại đặc trách Giao thông là người điều hành các chức năng có liên quan đến Bộ Giao Thông Vận Tải hiện thời. Năm 1965, Najeeb Halaby, trưởng Cơ quan Quản trị Hàng không Liên bang (Federal Aviation Agency) đề nghị với Tổng thống Lyndon Baines Johnson là nên nâng cấp cơ quan giao thông lên cấp bậc nội các và đặt Cơ quan Quản trị Hàng không Liên bang dưới quyền quản trị của Bộ Giao Thông Vận Tải.

## Các vụ
- Cơ quan Quản trị Hàng không Liên bang (Federal Aviation Administration)
- Cơ quan Quản trị Đường bộ Liên bang (Federal Highway Administration)
- Cơ quan Quản trị An toàn Xe hạng nặng <!bao gồm xe tải và xe buýt--> Liên bang (Federal Motor Carrier Safety Administration)
- Cơ quan Quản trị Đường sắt Liên bang (Federal Railroad Administration)
- Cơ quan Quản trị Trung chuyển Liên bang (Federal Transit Administration)
- Cơ quan Quản trị Đường thủy (Maritime Administration)
- Cơ quan Quản trị An toàn Lưu thông Đường bộ Quốc gia (National Highway Traffic Safety Administration)
- Văn phòng Môi trường và Biến đổi Khí hậu (Office of Climate Change and Environment)
- Văn phòng Tổng thanh tra Bộ Giao thông (Office of Inspector General for the Department of Transportation)
- Văn phòng Bộ trưởng Giao Thông Vận Tải (Office of the Secretary of Transportation)
- Cơ quan Quản trị An toàn Vật liệu Nguy hiểm và Ống dẫn (Pipeline and Hazardous Materials Safety Administration)
- Cơ quan Quản trị Kỹ thuật Sáng kiến và Nghiên cứu (Research and Innovative Technology Administration)